# Dendrelaphis flavescens
Espèce
Synonymes
- Dendrelaphis caudolineatus  flavescens 
Gaulke, 1994

Dendrelaphis flavescens est une espèce de serpents de la famille des Colubridae.

## Répartition
Cette espèce est endémique de l'archipel de Sulu aux Philippines. Elle se rencontre à Bongao, à Bubuan, à Sanga-Sanga et à Tawi-Tawi.

## Publication originale
- Gaulke, 1994 : Contribution to the snake fauna of the Sulu Archipelago, with the description of a new subspecies of Dendrelaphis caudolineatus (Gray, 1834). Herpetological Journal, vol. 4, n. 4, p. 136-144.